# BMW en Top Race
BMW, uno de los fabricantes alemanes de automóviles con gran trayectoria a nivel mundial en el automovilismo de velocidad, fue uno de los principales productores que participaron en la historia de la categoría argentina de automovilismo de velocidad Top Race, desde su fundación en 1997 hasta el año 2006. Esta marca está considerada, junto a su clásica rival Mercedes-Benz, como una de las fundadoras de esta categoría y al mismo tiempo, fue una de las marcas con mayor presencia dentro de la misma. Su participación en el TR tuvo su punto de éxito durante la etapa del Top Race Original, donde obtuvo sus cuatro títulos en la especialidad.
En el año 2006 y de la mano de la decisión de Top Race de incluir en el TRV6 a aquellas marcas consideradas "históricas", BMW tuvo su debut en el TRV6, siendo representada por su modelo BMW M3, el cual fue homologado bajo el código M3 TRV6. Sin embargo, su participación no pasaría de este año, ya que los bajos resultados obtenidos en su primera incursión, hicieron que sus pilotos abandonen la marca, inclinándose por otros modelos. En lo que se refiere a sus títulos, BMW cosechó todos sus lauros cuando competía en el Top Race Original, llevándose los títulos de los años 2001 (con Guillermo Ortelli), 2002 (con Diego Aventín), 2003 (con Juan María Traverso) y 2005 (con Claudio Kohler).

## Historia

### Primeros años
En el año 1997, la Asociación Corredores de Turismo Carretera decidió poner en marcha una nueva categoría de automovilismo de velocidad, con el objetivo de mantener en actividad a sus pilotos durante los fines de semana libres que quedaran entre las carreras de TC y TC 2000 que se corrían en ese entonces. Esta categoría, fue nombrada como Top Race y en ella convergían diferentes pilotos con automóviles de diferente estilo y preparación. Entre tanto ruido, las marcas alemanas BMW y Mercedes-Benz dijeron presente, siendo las que mayor relevancia cobraran con el paso del tiempo.
Tras el debut de la categoría, ACTC decidió destinar la misma a aquellos coches de alta gama de las distintas marcas del mercado automotor argentino. Fue así que BMW comenzaría a convertirse en protagonista de esta categoría, siendo uno de los modelos más utilizados por los pilotos de TR. Con el correr del tiempo, la categoría comenzó a experimentar una hegemonía por parte de las marcas BMW y Chevrolet, ya que aproximadamente el 60% del parque automotor, estaba compuesto por unidades BMW Serie 3 y Chevrolet Vectra, dando origen a una nueva rivalidad.
En los años siguientes, BMW alcanzaría un subcampeonato en el año 2000 (Guillermo Ortelli terminaría por detrás de Omar Martínez, que en ese entonces competía con un Honda Prelude), mientras que en el año 2001, llegaría el primer título para esta marca, siendo consagrado el piloto Guillermo Ortelli corriendo a bordo de un BMW Serie 3. La cosecha seguiría  con dos nuevos títulos consecutivos en los años 2002 (con Diego Aventín) y 2003 (de la mano del multicampeón Juan María Traverso), confirmando la supremacía de la marca alemana. En el año 2004, la marca no baja de la definición al obtener otro subtítulo (Juan Manuel Silva, debutaría ese año y perdería el título con Ernesto Bessone), demostrando su potencial dentro de la divisional.

### Tras la reestructuración
En el año 2005, y a pesar de haberse inaugurado la nueva categoría TRV6, la marca BMW continuaba incursionando en el Top Race Original, el cual había asumido el rol de telonera de la nueva categoría nacional. Ese año, el piloto Claudio Kohler obtendría un nuevo título para la "Marca de Baviera" y de esta forma, le daría la última corona de esa especialidad.

### Debut y despedida en el TRV6
Finalmente, y con la clausura del Top Race Original, la categoría decidió sumar al TRV6 a las denominadas "marcas históricas" de la categoría, haciendo debutar a BMW y Mercedes-Benz. En el caso de la marca bávara, el modelo elegido para su representación fue el BMW M3, el cual fue homologado y renombrado como BMW M3 TRV6. Este modelo, fue presentado y utilizado por el equipo "Palermo Hollywood", el cual fue auspiciado de manera oficial por los representantes argentinos de la marca alemana. Para este emprendimiento, fueron contratados pilotos de renombre, como el ex-campeón Ernesto Bessone o el ex-Fórmula 1 Gastón Mazzacane. Sin embargo, a pesar de los nombres y del apoyo propuesto, el proyecto no rindió sus frutos y fue cancelado al año siguiente. A esto se le sumó el hecho de que ningún piloto se interesó por continuar corriendo con esta marca, por lo que fue suprimida al año siguiente de la categoría. De esta forma, se cerraría el paso de la marca BMW por la categoría Top Race.

## Palmarés
| Título  | Categoría | Piloto              | Automóvil   | Año  |
| ------- | --------- | ------------------- | ----------- | ---- |
| Campeón | Top Race  | Guillermo Ortelli   | BMW Serie 3 | 2001 |
| Campeón | Top Race  | Diego Aventín       | BMW Serie 3 | 2002 |
| Campeón | Top Race  | Juan María Traverso | BMW Serie 3 | 2003 |
| Campeón | Top Race  | Claudio Kohler      | BMW Serie 3 | 2005 |

## Pilotos que compitieron con la marca
En Top Race
- Guillermo Ortelli
- Diego Aventín
- Juan María Traverso
- Juan Manuel Silva
- Alejandro Occhionero

En TRV6
- Ernesto Bessone
- Gastón Mazzacane
- Carlos Okulovich
- Mariano González Cono

Durante su incursión en el TRV6, la marca no tuvo pilotos ganadores.